# Follikuläres Lymphom
Das Follikuläre Lymphom (oder auch Follikelzentrumslymphom oder follikuläres Keimzentrumslymphom, manchmal abgekürzt FCL oder FL, engl. follicular lymphoma oder follicle centre lymphoma) ist ein malignes Lymphom und zählt zu den B-Zell-Non-Hodgkin-Lymphomen (B-NHL).

## Häufigkeit, Klinik, Ursachen
Das FCL ist insgesamt eine seltene Erkrankung mit ca. 6000 bis 8000 Erkrankungen pro Jahr in ganz Deutschland. Es ist jedoch das häufigste aller niedrigmalignen Non-Hodgkin-Lymphome und macht etwa 20–35 % aller NHLs aus. Es tritt vorwiegend im höheren Erwachsenenalter (das mittlere Erkrankungsalter liegt bei ca. 60 Jahren) und häufiger bei Männern auf. Klinisch zeigen sich Lymphknotenschwellungen, aber auch andere lymphatische Organe, wie die Milz oder das lymphatische Gewebe im Rachenraum oder im Gastrointestinaltrakt können betroffen sein. Häufig ist auch ein mehr oder weniger ausgeprägter Knochenmarkbefall durch das FL vorhanden. Meist haben die Patienten bei Diagnosestellung keine wesentlichen Beschwerden, lediglich Lymphknotenschwellungen, die aber nicht schmerzhaft (wie z. B. bei einer akuten bakteriellen Infektion) sind. Man spricht daher von einem indolenten Lymphom (wörtlich: „nicht schmerzhaft“, gemeint ist aber: ein Lymphom, das keine wesentlichen Beschwerden macht). Manchmal bestehen jedoch Beschwerden, z. B. wenn angeschwollene Lymphknoten Blutgefäße komprimieren, auf Nervenstränge drücken und dadurch Schmerzen oder neurologische Ausfälle verursachen oder wenn es durch höhergradigen Knochenmarkbefall zu Blutbildungsstörungen oder Immunschwäche mit Infektneigung kommt.
Die genauen Ursachen des FL sind nicht bekannt. Praktisch alle Fälle weisen eine Chromosomentranslokation t(14;18)(q32;q21) auf. Als Folge dieser Chromosomentranslokation wird das BCL2-Gen auf Chromosom 18 in die Nähe des Immunglobulin-Schwerketten-Locus auf Chromosom 14 transferiert. Dadurch kommt es zu einer Dysregulation von BCL2 und das Gen wird dauerhaft aktiviert. Da BCL2 normalerweise eine wichtige Rolle bei der Apoptose von B-Zellen spielt, ist diese gestört und die betroffenen Zellen vermehren sich weiter ungehemmt und werden so zu Tumorzellen.
Diese Chromosomentranslokation ist nicht vererbt, sondern im Laufe des Lebens „zufällig“ durch einen „molekularen Unfall“ aufgetreten. Warum ein FL im Einzelfall bei einem Menschen auftritt ist daher in der Regel nicht eindeutig zu begründen. Man spricht von einem „sporadischen“ Auftreten des Lymphoms.

## Diagnosestellung
Zur sicheren Diagnosestellung ist in der Regel eine Lymphknotenentnahme mit anschließender histologischer Untersuchung erforderlich. Die Beurteilung des Lymphknotens sollte immer (bzw. gegebenenfalls zusätzlich) in einem Referenzzentrum für Lymphknotenpathologie, d. h. einem pathologischen Institut mit großer Erfahrung bei der Klassifikation von NHLs erfolgen.
Wenn die Diagnose gesichert ist, muss ein Staging erfolgen, d. h. mit bildgebenden Methoden (CT, MRT, Sonografie, Röntgen) muss untersucht werden, welche Lymphknotenstationen betroffen sind. Außerdem muss eine Knochenmarkpunktion erfolgen, um zu ermitteln, ob auch das Knochenmark von der Erkrankung betroffen ist. Dadurch kann der Ausbreitungsgrad bzw. das Stadium des Lymphoms festgelegt werden. Die Stadienfestlegung ist wichtig, da damit prognostische Informationen gewonnen werden und  entschieden werden kann, ob und wie das FCL behandelt werden muss.

## Histologie
Das FL entspricht histologisch dem zentroblastisch-zentrozytischen (cb/cc-)Lymphom der Kiel-Klassifikation. In der WHO-Klassifikation der Lymphome werden drei „Grade“ des FL unterschieden. Dieses Grading berücksichtigt den Anteil an unreifen Zellen (Zentroblasten) und das Wachstumsmuster des FL (überwiegend follikulär oder überwiegend diffus).
| Gradeinteilung (Grading) | Definition                          |
| ------------------------ | ----------------------------------- |
| Grad 1                   | 0–5 Zentroblasten pro Gesichtsfeld* |
| Grad 2                   | 6–15 Zentroblasten pro Gesichtsfeld |
| Grad 3                   | >15 Zentroblasten pro Gesichtsfeld  |

* ein (mikroskopisches) Gesichtsfeld ist definiert als das mit einer 40x Objektiv und 18 mm Okular sichtbare Areal (0,195 mm2). Für die korrekte Beurteilung sollen mindestens 10 verschiedene Gesichtsfelder angesehen werden.
| Wachstumsmuster    | Bezeichnung           |
| ------------------ | --------------------- |
| >75 % follikulär   | follikulär            |
| 25–75 % follikulär | follikulär und diffus |
| <25 % follikulär   | fokal follikulär      |
| 0 % follikulär     | diffus                |

Areale mit >15 Zentroblasten pro Gesichtsfeld und diffusem Wachstumsmuster werden dabei nach der WHO-Klassifikation als "Diffus großzelliges B-Non-Hodgkin Lymphom mit follikulärem Lymphom (Grad 1, 2 oder 3)" bezeichnet.
Vereinfacht lässt sich sagen: je geringer der Zentroblastenanteil und je mehr follikuläres Wachstumsmuster, desto niedrig-maligner ist das FCL, und umgekehrt: Je höher der Zentroblastenanteil und je diffuser das Wachstumsmuster, desto höher maligner ist das FCL. Ein FCL Grad 1 ähnelt also mehr einem niedrig malignen NHL wie der chronischen lymphatischen Leukämie, während ein FCL Grad 3 eher einem hoch malignen NHL entspricht und eher behandelt werden muss.

## Stadieneinteilung, Prinzipien der Behandlung
Die Stadieneinteilung erfolgt gemäß dem System von Ann-Arbor. Bei Diagnosestellung liegt häufig schon ein ausgebreitetes Stadium vor. In einem solchen ausgebreiteten Stadium kann das FL in aller Regel nicht mehr vollständig geheilt werden, allerdings ist auch hier ein verlangsamtes Fortschreiten der Krankheit erreichbar.
Grundsätzlich wird das FL im höheren Stadium (wie auch die anderen indolenten Lymphome) erst behandelt, wenn es dem Patienten Beschwerden bereitet. Es gibt nämlich keinen Beweis dafür, dass eine frühere Behandlung dem Patienten etwas nützt, z. B. seine Überlebenszeit verlängert. Beschwerden können sein:
- Probleme durch große Lymphknoten (Verdrängungsprobleme), z. B.:
  - Lymphknoten, die auf venöse Gefäße drücken, so dass es zur Venenthrombose kommt
  - Lymphknoten, die auf die Harnleiter drücken, so dass der Urin aus der Niere nicht mehr richtig abfließt (Harnstau)
  - Lymphknoten, die auf die ableitenden Gallenwege drücken, so dass es zum Gallenaufstau kommt.

- Stärkere Störung der Blutbildung aufgrund von höhergradigem Knochenmarkbefall durch das Lymphom
- Immunschwäche mit starker Infektneigung (in der Regel verbunden mit einem höhergradigen Knochenmarkbefall durch das Lymphom)
- Schmerzen, wenn z. B. Lymphknoten auf Nerven drücken
- unspezifische sogenannte „Allgemeinsymptome“ (B-Symptomatik): unklares Fieber, starker Nachtschweiß oder ungewollter größerer Gewichtsverlust.

Die Behandlung erfolgt mittels Chemotherapie und evtl. auch (wenn lokalisierte Probleme wie raumfordernde Lymphknotenpakete bestehen) mit lokaler Strahlentherapie. Die allogene Knochenmark- bzw. Stammzelltransplantation kommt nur in einer Minderheit der Fälle als Behandlungsoption in Frage. Typische Chemotherapieschemata sind:
- CVP (Cyclophosphamid, Vincristin, Prednison)
- Bendamustin
- CHOP (Cyclophosphamid, Vincristin, Prednison, Adriamycin)
- FC (Fludarabin, Cyclophosphamid)

u. a.
Alle modernen Chemotherapieschemata enthalten außerdem den monoklonalen Antikörper Rituximab (z. B. R-CHOP).
Die Behandlung sollte grundsätzlich, wenn immer möglich im Rahmen von Klinischen Studien erfolgen. Nur so lassen sich weitere Verbesserungen bei der Behandlung von Patienten mit dieser Erkrankung erzielen. Außerdem ist damit die Qualität der Behandlung entsprechend den neuesten Standards besser gewährleistet.